# Жовтневий переворот
Жовтне́вий переворо́т, або Жовтне́ва револю́ція, — збройне повстання у Російській республіці, що відбулося 25 жовтня (7 листопада) 1917 року. У ході перевороту Тимчасовий уряд, що перебував у столиці держави Петрограді, заарештували, у результаті чого центральну владу перебрав на себе Другий Всеросійський З'їзд рад та група більшовиків на чолі з Леніним. Результатами перевороту були проголошені соціалістична революція, ліквідація капіталізму та здійснення переходу до побудови соціалізму.
Обраний I Всеросійським з'їздом Рад ВЦВК протестував проти ініціативи більшовиків скликати II Всеросійський з'їзд Рад робітничих і солдатських депутатів 17 (30) жовтня, але, врешті-решт, погодився на його проведення 25 жовтня (7 листопада).
З 1429-ти рад, які існували в цей час в Росії, на з'їзді було представлено 402 (195 об'єднаних Рад робітничих і солдатських депутатів; 119 Рад робітничих і солдатських депутатів, за участі селянських депутатів; 46 Рад робітничих депутатів; 22 Ради солдатських і матроських депутатів; 19 Рад селянських депутатів; 1 Рада козацьких депутатів). У день відкриття з'їзду більшовики розпочали збройний виступ проти чинного уряду, що його засудили ВЦВК Рад, ЦК меншовиків, ЦК есерів, Предпарламент (Тимчасова Рада Російської республіки). Меншовики та есери залишили з'їзд. А II Всеросійський з'їзд Рад робітничих і солдатських депутатів, який опинився під повним контролем «більшовиків» ухвалив рішення про сформування нового уряду — Ради народних комісарів на чолі з В. Ульяновим (Леніним).
Жовтневий переворот докорінно змінив хід історії на територіях колишньої Російської імперії та значним чином вплинув на хід світової історії.
Події Російської революції «давали ключ до розуміння всієї історії України XX століття».

## Попередні події
4 (17) березня 1917 року російський імператор Микола II зрікся престолу. Влада в Росії перейшла до Тимчасового уряду.

Олександр Керенський

Тимчасовий уряд переживав часті кризи, склад кабінету міністрів кілька разів змінювався. До кінця літа 1917 року більшість уряду складали представники лівих партій. Очолював уряд Олександр Керенський — член партії есерів. Крім того, у Петрограді був сильний вплив Ради робочих і солдатських депутатів, що були в опозиції до уряду.

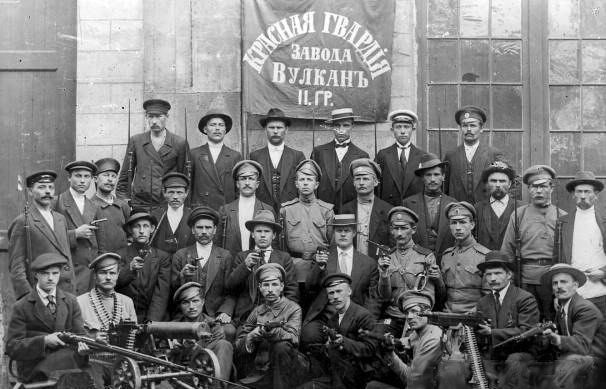
червоногвардійський загін заводу «Вулкан», Петроград, жовтень 1917

У березні-квітні 1917 року із заслань і еміграції до Петрограда повернулася велика кількість політиків ультралівого напряму (див. «Пломбований вагон»), у тому числі: Ленін, Троцький та інші. На думку деяких дослідників повернення фракції Леніна зі Швейцарії до Росії було спеціальною операцією німецького Генерального штабу, направленою на підривання стабільності в Росії.
Впродовж 1917 року на всій території колишньої Російської імперії наростала анархія. Після скасування смертної кари на фронті, різко впала дисципліна. За офіційними даними до вересня 1917 року число дезертирів досягло 2 млн чоловік. У селі наростали пограбування і захоплення приватних земель.
У ході Московської Державної наради в серпні 1917 року було ухвалено рішення навести лад, спираючись на армію. Проте спроба головнокомандувача російською армією генерала Корнілова взяти ситуацію під контроль закінчилася невдачею (28 — 30 серпня): відісланий з фронту до Петрограда корпус під командуванням генерала Кримова мети не досяг, а сам генерал Кримов застрелився. Корнілов був заарештований, головнокомандувачем російською армією був призначений генерал М. В. Алексєєв

## Події в Росії

### Петроград

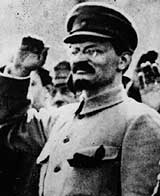
Троцький у жовтні 1917 року

До осені 1917 року в Петрограді значно посилився вплив Ради, тон в якій задавали більшовики. На чолі Ради став випущений в серпні з в'язниці Лев Троцький.
Фактично нічого не заважало Раді узяти владу в Петрограді в будь-який момент, але більшість лідерів більшовиків на це не наважувались.
Дискусія про можливість перевороту навіть вилилася на сторінки преси (стаття Зінов'єва і Каменєва в газеті Горького «Нове життя»). За захоплення влади стояв лише Ленін і невелика група його прибічників.

#### Роль гарнізону

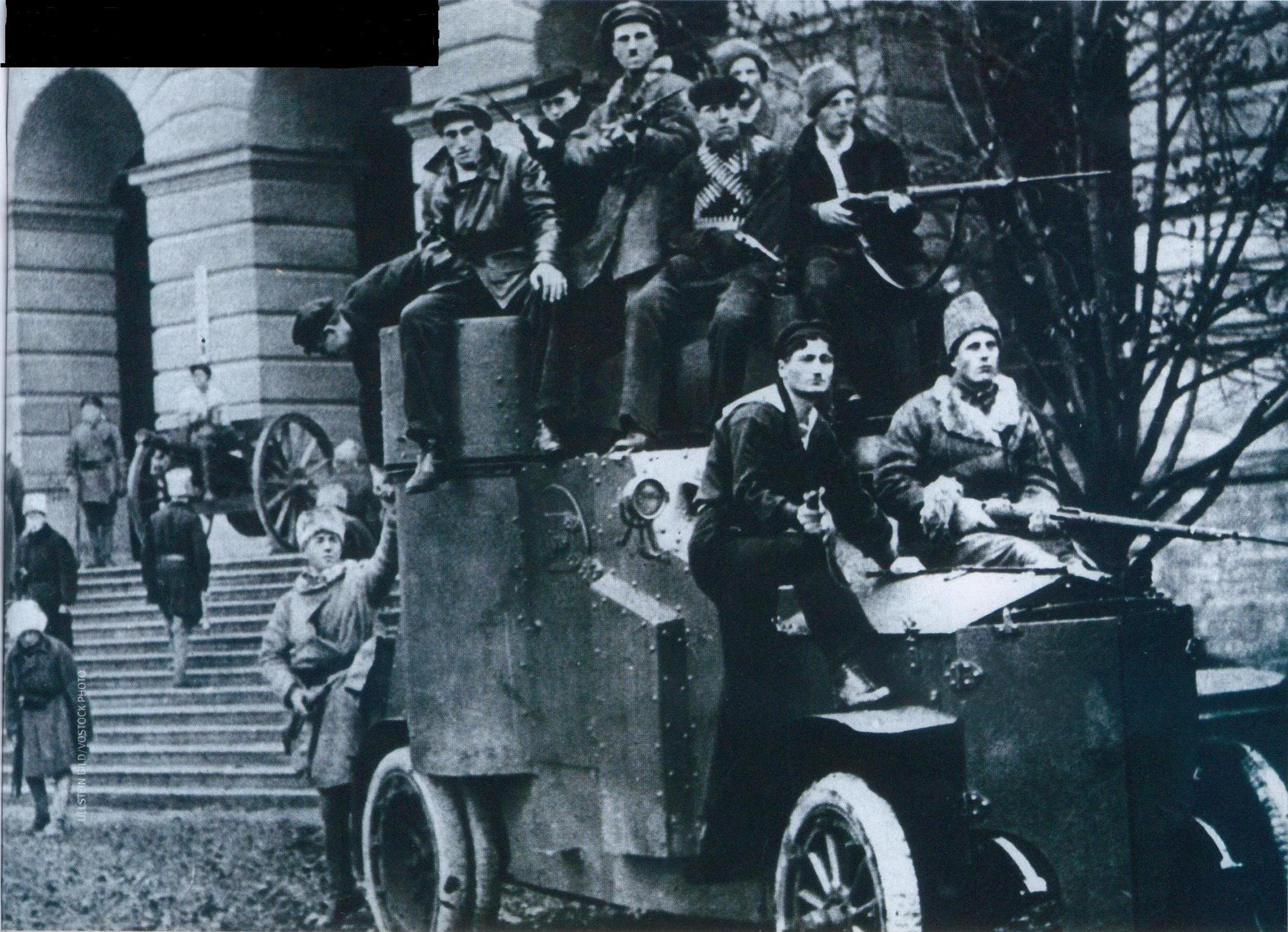
Бронеавтомобіль «Фіат Іжорський» Іжорського заводу «Ілля Муромець» біля Смольного інституту в Петрограді, жовтень 1917 року.

Восени 1917 року військовий гарнізон Петрограда налічував близько 60 тис. На той час усі полки старої гвардії були відправлені на фронт на самому початку війни, і гарнізон Петрограда складався із запасних, призваних під час війни. Частини гарнізону не бажали вирушати на фронт і перебували під великим впливом більшовиків. Саме гарнізон зіграв велику роль в лютневій революції і він же захистив Петроград від військ Корнілова в серпні. Було очевидно, що доля перевороту також повністю залежатиме від поведінки гарнізону. На початку жовтня уряд вирішив відправити гарнізон на фронт і замінити його надійними частинами. Ці плани викликали хвилювання в гарнізоні. Рада Петрограда також побоювалася відправлення гарнізону на фронт і для протидії цим планам створила структуру, пізніше названу Військово-революційним комітетом (ВРК). Розвиток протистояння Ради та уряду і призвів до падіння Тимчасового уряду в кінці жовтня.

#### Хронологія перевороту

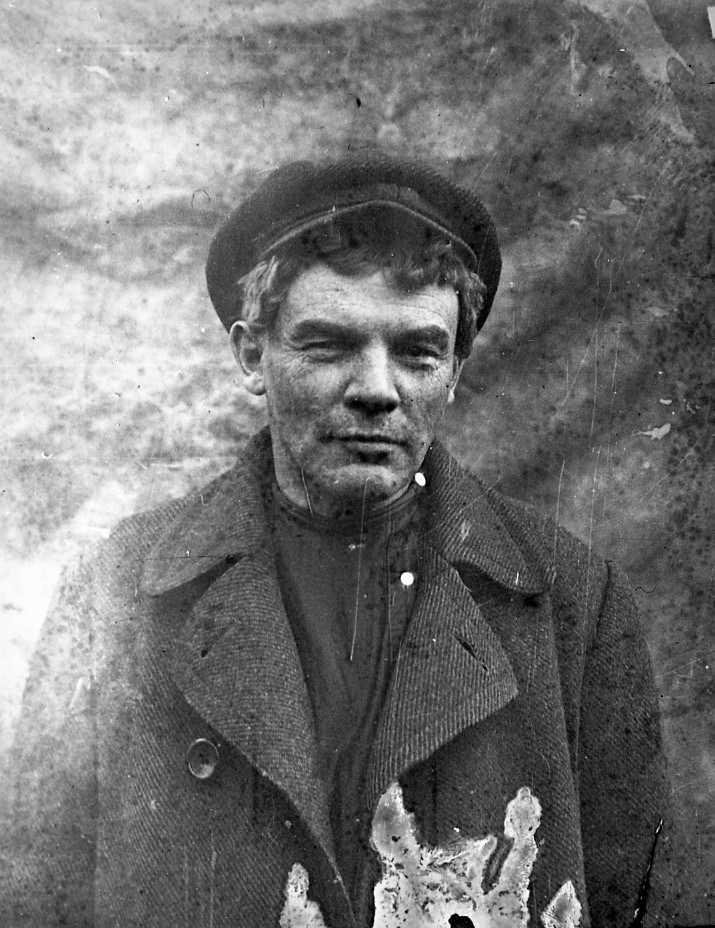
Ленін у гримі робітника, липень-серпень 1917 року

- 16 (29) жовтня за пропозицією Троцького був створений Військово-революційний комітет Петроградської Ради (ВРК).
- 21 жовтня (3 листопада) на мітингу в Смольному[18] була ухвалена резолюція про підтримку ВРК гарнізоном, після чого ВРК зажадав від командування військовим округом Петрограда підкори його наказам. У відповідь Тимчасовий уряд вимагав, щоб ВРК розпустився, обіцяючи у такому разі відмовитися від переслідувань.
- Відбувається історичне закрите засідання вождів більшовиків, на яке Ленін прибуває таємно в гримі робітника. За пропозицією Леніна було вирішено виступити точно в день відкриття II з'їзду Рад — 25 жовтня (7 листопада), щоб поставити з'їзд перед фактом, що відбувся, не розкриваючи при цьому своїх планів заздалегідь.
- 24 жовтня (6 листопада) (у ніч на 25-е) загони матросів, прибулі з Кронштадта за наказом ВРК, займають телефонну станцію, телеграф і Державний банк[19]. Війська гарнізону залишилися в казармах. Незначний опір чинили лише загони юнкерів.
- 25 жовтня (7 листопада) (у ніч на 26-е) озброєні загони ВРК, зламавши опір охорони, пройшли в Зимовий палац і заарештували членів Тимчасового уряду[20]. Керенський утік до Гатчини за допомогою своїх прибічників.

### Москва

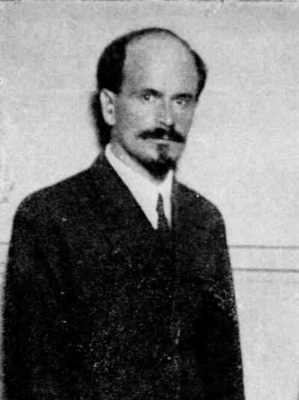
Московський міський Голова Вадим Руднєв

З липня 1917 року посаду московського міського голови займав есер Вадим Руднєв. Отримавши звістку про збройне повстання в Петрограді, Руднєв скликав екстрене засідання міської думи, де заявив, що дума — єдина законна влада в Москві, і не стане підкорятися Радам. Для боротьби з більшовиками був створений Комітет суспільної безпеки на чолі з Руднєвим.
З 28 жовтня по 2 листопада в Москві йшли запеклі вуличні бої між прихильниками Військово-революційного комітету більшовиків і Комітетом суспільної безпеки міської думи. На боці Комітету безпеки виступили переважно юнкери військових училищ та офіцери, на боці більшовиків — частини московського гарнізону, загони озброєних робітників і прибулий з Петрограду загін матросів. 2 листопада було оголошено перемир'я — білі здалися. Комітет суспільної безпеки з договору скасовувався, Біла гвардія роззброювалася і розпускалася, полонені з обох боків відпускалися, будь-яка стрілянина припинялася. Потому обидва табори ховали своїх загиблих.
У поразці білих значну роль відіграла перевага червоних в артилерії. У тому числі, з Воробйових гір по Кремлю, де займав оборону загін юнкерів і офіцерів, вели вогонь гармати 7-го Українського важкого артилерійського дивізіону

## Події в Україні

### Народження автономії

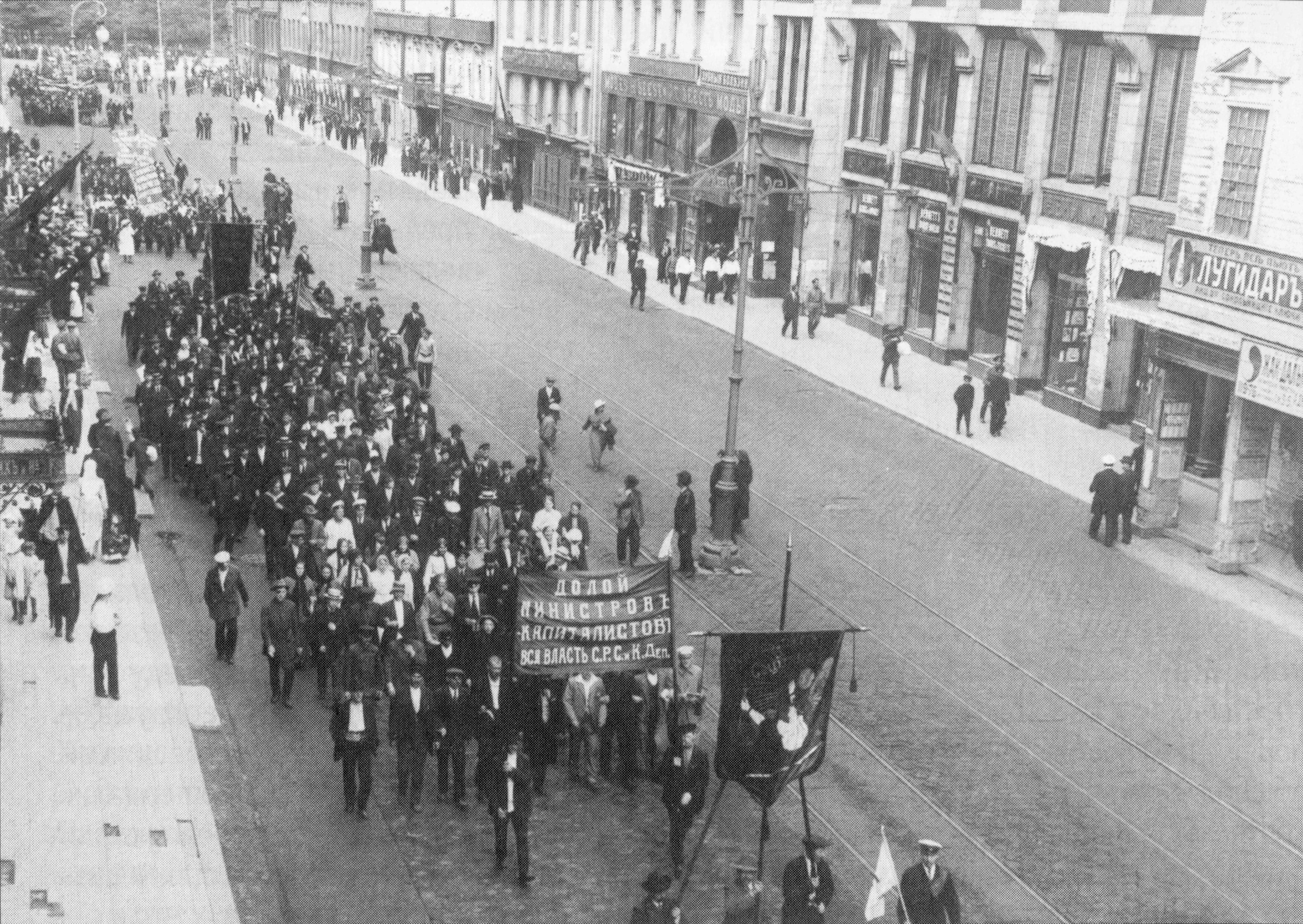
Липнева демонстрація в Петрограді (1917)

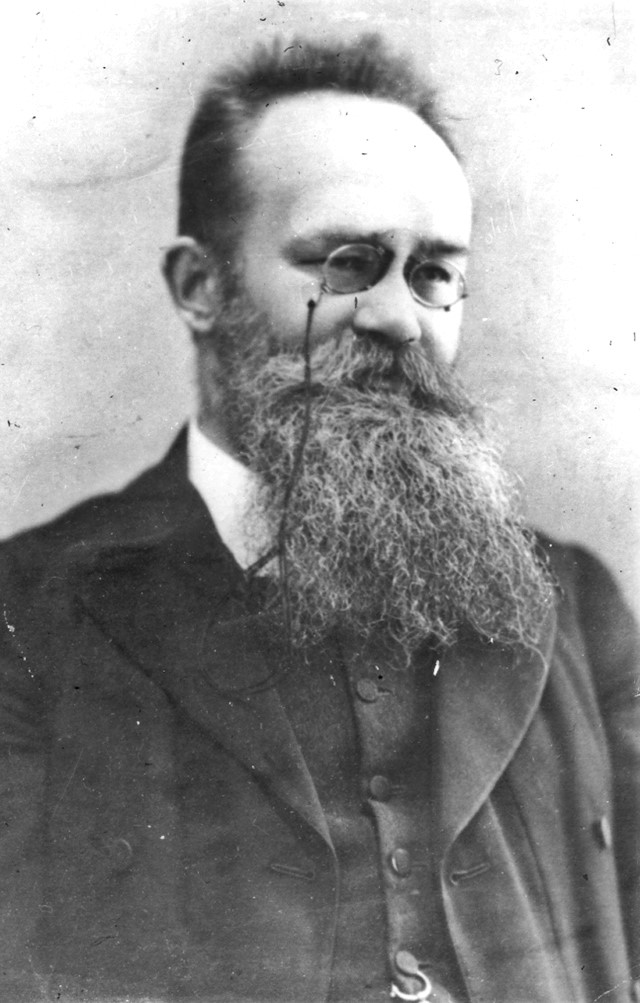
Голова Центральної Ради Михайло Грушевський

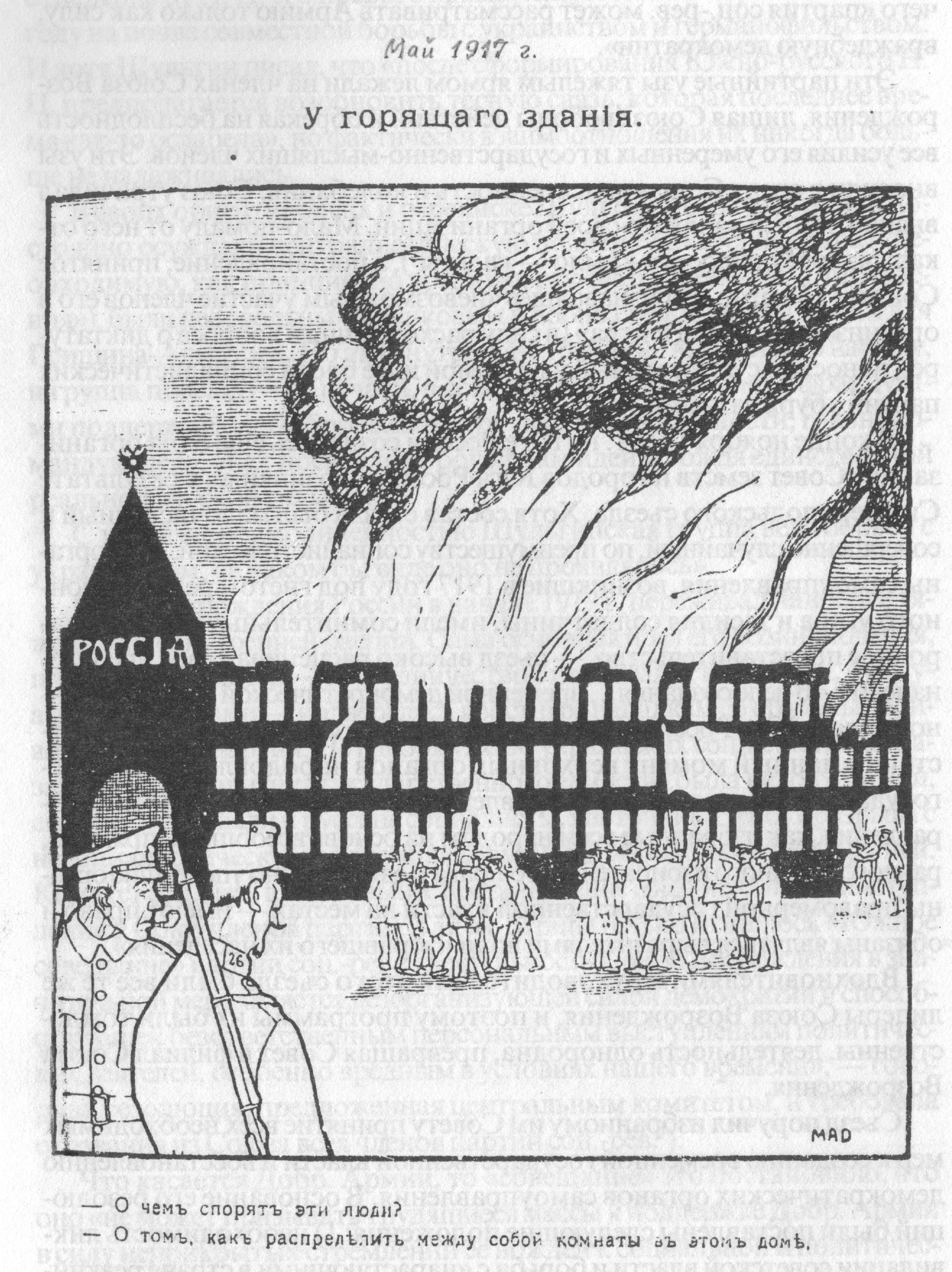
Малюнок Михайла Дризо (Одеса), «Біля палаючого будинку», травень 1917

Після падіння самодержавства, ліквідації посади губернатора, канцелярії губернатора та губернського правління, влада на місцях перейшла до різних органів місцевого самоврядування. У Києві центром влади став Виконавчий комітет об'єднаних громадських організацій, до складу якого увійшли представники Київської міської думи, різних революційних партій та організацій, який став представляти Тимчасовий уряд у Києві й фактично виконував владні функції колишнього губернатора.
4 березня була створена Українська Центральна Рада. Спочатку Рада була лише однією з низки інших національних об'єднань — «Радою об'єднаних єврейських організацій» і «Польським виконавським комітетом».
Проте незабаром Рада стала вести самостійну політику. Проводячи широку агітацію серед сільського населення і спираючись на військові частини, укомплектовані українцями, Рада добилася фактичного визнання Тимчасовим урядом своєї провідної ролі. Це положення було закріплене 2 липня під час візиту до Києва міністрів Тимчасового уряду Михайла Терещенка та Іраклія Церетелі. На нараді з представниками Центральної Ради та Виконавчого комітету об'єднаних громадських організацій були розмежовані повноваження влади — Центральна Рада стала законодавчим центром автономної провінції. Тоді ж на нічному засіданні були визначені географічні рамки, на які поширювалася влада Ради.
Дії Терещенка і Церетелі, особливо визначення географічних меж юрисдикції Центральної Ради, призвели до урядової кризи в Петрограді: всі міністри-кадети на знак протесту вийшли зі складу Тимчасового уряду.

### Жовтень 1917
На відміну від Петрограду та Москви, в Києві за владу конкурували не дві, а три політичні сили: Тимчасовий уряд в особі Виконавчого комітету міської думи, більшовики та Центральна Рада. Тимчасовий уряд, серед всіх військ київського гарнізону міг розраховувати лише на юнкерів військових училищ і деякі окремі частини, більшовиків підтримували військові частини, що розміщувалися в заводі «Арсенал». Ці сили були приблизно рівні, тому результат подій визначили частини, що були під контролем Центральної Ради, та в яких переважали українці.
Окрім незначних епізодів, озброєних зіткнень не було — сторони обмежилися з'ясуванням своїх сил. Оцінивши ситуацію, Центральна Рада направила вірні частини проти сил Тимчасового уряду. Після цього війська, вірні Тимчасовому уряду, капітулювали. В результаті влада в Києві перейшла до Центральної Ради.
Аналізуючи політику більшовиків в період жовтневого перевороту, газета «Нова Рада» у статті «Хто з ними» від 10 листопада 1917 року писала: «Вони й зараз поводяться на Україні як господарі й завойовники-переможці: де хочуть трусять, кого хочуть арештовують, мають своє військо. Поводяться так, ніби іншої влади в Києві та інших містах немає, утворили свої органи влади, не сваряться з нашою владою і не миряться, не повстають проти української влади, але нахваляються». Далі автор статті попереджає: «А що гірше всього, що можуть завтра заревти гармати по вулицях Києва і що тоді буде з серцем України — страшно подумати»

### Листопад 1917
7 листопада Рада опублікувала 3-й Універсал, що підсумовував події: Україна проголошувалася Українською Народною Республікою зі збереженням федерального зв'язку з Росією. Крім того до Універсалу були включені декларативні заяви про майбутні соціальні реформи: скасування права власності на землю і введення 8-годинного робочого дня.

### Грудень 1917
4 (13) грудня 1917 року Володимир Ленін як голова Совнаркому Радянської Росії оголосив Маніфест, у якому між іншим ішлося, що Совнарком РФ «визнає Народну Українську Республіку, її право зовсім відокремитись від Росії або вступити в договір з Російською Республікою». Усе, що стосується національних прав та національної незалежності українського народу, — писалося в Маніфесті, — визнається нами, Радою Народних Комісарів, зараз же, без обмежень і безумовно.
У грудні 1917 року в Києві відбувся Всеукраїнський з'їзд Рад, який пройшов з ініціативи більшовиків, На з'їзд прибуло понад дві з половиною тисячі делегатів. Коли виявилося, що більшовики становлять усього близько 4 відсотків делегатів, тож на успіх розраховувати вони не можуть, близько 70 делегатів-більшовиків покинули з'їзд у Києві й перебралися до Харкова, де провели власний з'їзд Рад. На цьому з'їзді, де було лише четверо українців, було ухвалено резолюцію, яка, зокрема, містила такі пункти:
- про входження до складу РФССР Донецько-Криворізького басейну і про виключення його зі складу України.
- про негайне поширення на території України (УНР) усіх декретів і розпоряджень робітничо-селянського уряду федерації.
- про те, що «Україна повинна становити федеративну частину Російської республіки»[30].

Такі «постанови» та «рішення» дали підстави Леніну втручатися у внутрішні справи України — УНР. Уже в грудні 1917 року рішенням Совнаркому Росії до Харкова вислано з Росії військові загони Червоної гвардії в розпорядження «штабу боротьби з контрреволюцією на Півдні Росії». Цей орган очолював комісар Володимир Антонов-Овсієнко.

#### Розрив з урядом більшовиків
Рада Народних Комісарів, на відміну від Тимчасового уряду, не визнала ні влади Центральної Ради, ні відділення України, перервала переговори з Радою й оголосила їй війну. Провідний керівник більшовиків Л. Д. Троцькій так пояснив ці дії:

| На питанні про Раду слід зупинитися. Якщо воля українського народу така, що він хоче жити незалежною республікою, ми цю волю всіляко підтримаємо. Оскільки йде питання про самостійність, для нас це питання лише братського розмежування і добросусідської співпраці. Але Рада проводить політику буржуазії і йде проти Рад. На цій дорозі вона зустріла згоду Каледіна. Не зважаючи на заборону Ставки, Рада завантажила дві козацькі дивізії та повернула їх Каледіну. А коли знадобилося направити наші війська проти південного заколоту, Рада заявила, що не пропустить їх через свою територію. Вона дозволила собі роззброїти нашу частину на своїй території. Це поведінка Ради абсолютно недопустима. Рада допомагає кадетам, які збираються під її послужливим захистом в Києві. Так міняється позиція. Коли Терещенко і Церетелі зробили поступки, кадети встали на диби та заявляли про свій вихід з кабінету, а тепер обидва оплоти буржуазії дружно обнялися. Ми ні хвилини не вагалися в наших діях проти цього союзу. Ми оголосили, що революція в небезпеці, двинули на них революційних червоноармійців і матросів, і щасливі для нас наслідки вже в наявності. Оригінальний текст (рос.) На вопросе о Раде следует остановиться. Если воля украинского народа такова, что он хочет жить независимой республикой, мы эту волю всемерно поддержим. Поскольку идет вопрос о самостоятельности, для нас это вопрос только братского размежевания и добрососедского сотрудничества. Но Рада проводит политику буржуазии и идет против Советов. На этом пути она встретила согласие Каледина. Несмотря на запрещение Ставки, Рада погрузила две казацкие дивизии и вернула их Каледину. А когда понадобилось направить наши войска против южного мятежа, Рада заявила, что не пропустит их через свою территорию. Она позволила себе разоружить нашу часть на своей территории. Это поведение Рады совершенно недопустимо. Рада помогает кадетам, которые собираются под ее услужливой защитой в Киеве. Так меняется позиция. Когда Терещенко и Церетели сделали уступки, кадеты встали на дыбы и заявляли о своем выходе из кабинета, а теперь оба оплота буржуазии дружно обнялись. Мы ни минуты не колебались в наших действиях против этого союза. Мы объявили революцию в опасности, двинули на них революционных красноармейцев и матросов, и счастливые для нас последствия уже налицо. |

### Січень 1918року
Всеукраїнський селянський з'їзд, що відбувся також у Харкові в січні 1918 року під головуванням Євгенії Бош, визнав: Українська робітничо-селянська республіка входить до складу Всеросійської Федеративної Республіки.
У лютому 1918 року у Бресті на мирній конференції з Центральними Державами і УНР Москва ще раз де-юре визнала Українську державу (УНР) в особі Української Центральної Ради і зобов'язалась укласти з нею договір. Сучасні історики вважають, що це були лише декларації для затримки часу й накопичення збройних сил. Зміцнівши, Совнарком РФ 24 грудня 1918 року відкликав визнання УНР.
Делегація створеного РКП(б) харківського Центрального виконавчого комітету, що у січні 1918 року за вказівкою Леніна прибула до Бреста на мирні переговори із Центральними державами, зробила прикметну заяву: «Український Робітничо-Селянський Уряд вважає Раду Народних Комісарів як орган Всеросійської Радянської влади правомочною виступати від імені усієї Російської Федерації, і що Делегація Українського Робітничо-Селянського Уряду, надіслана для того, щоб викрити самозванний виступ Української Центральної Ради, буде діяти у складі Загальноросійської делегації і у повному порозумінні із нею».

## Сучасники про переворот
- Академік Іван Павлов: «більшовицький експеримент»[35]

## Наслідки
Жовтневий переворот зробив величезний вплив на хід історії як на територіях Російської республіки, так і у всьому світі:
- Росія вийшла з Першої світової війни (Див.: Берестейський мир між Росією та Німеччиною)
- Стався розвал Російської республіки на окремі національні держави
- На всій території колишньої Імперії почалася збройна боротьба за владу між різними угрупуваннями, відома як Громадянська війна. Війна продовжувалася декілька років і забрала мільйони життів. Росію покинули сотні тисяч людей, в основному освічених класів.
- Після закінчення Громадянської війни на більшій частині колишньої імперії утворився СРСР — перша у світі держава, уряд котрої проголосив її «радянською» та «соціалістичною».
- Поширення робітничого руху у світі.
- Наслідками перевороту для України стали такі жахливі історичні події, як Голодомор, Розстріляне відродження, ліквідація Української Повстанської Армії, терор проти звичайного населення України, селян та гоніння церкви.[36]